# Maurice Doublet
Maurice Charles Henri Doublet (ur. 8 kwietnia 1914 w Saint-Maixent-l’École, zm. 14 kwietnia 2001 w Paryżu) – francuski urzędnik państwowy i prawnik, od 1980 do 1981 poseł do Parlamentu Europejskiego I kadencji.

## Życiorys
Syn pułkownika Charles’a Doublet i Henriette z domu Cons. Ukończył studia prawnicze na Uniwersytecie w Bordeaux, gdzie obronił doktorat. Praktykował jako adwokat przy sądzie apelacyjnym w Bordeaux, w 1938 dołączył do korpusu urzędniczego, zostając szefem gabinetu prefekta Żyrondy. W trakcie II wojny światowej zmobilizowany do wojska, od 1940 do 1944 jeniec wojenny w ramach oflagu na Pomorzu. Od 1945 powrócił do pracy urzędniczej, był m.in. sekretarzem generalnym departamentu Corrèze. Od 1949 do 1956 zajmował stanowiska subprefekta w Vichy, Sens i Roanne, a od 1956 do 1957 pozostawał szefem gabinetu sekretarza stanu ds. Algierii Marcela Champeix, był też doradcą ministra spraw wewnętrznych. Zajmował stanowiska prefekta Tarn (1958–1959), Isère (1961–1966), Departamentu Sekwany (1967–1968) oraz Paryża (1968–1969) oraz regionu paryskiego (1969–1976, jednocześnie delegat generalny). Od 1977 do 1979 pozostawał dyrektorem gabinetu mera Paryża Jacques’a Chiraca. Zasiadał w radach nadzorczych i zarządach różnych przedsiębiorstw i organizacji społecznych, m.in. szefem rady dyrektorów spółki Syndicat des transports parisiens, szefa Sociétés d’économie mixte de Paris oraz menedżera w koncernie Avon Products. Od lipca 1980 do czerwca 1981 sprawował mandat posła do Parlamentu Europejskiego z ramienia Zgromadzenia na rzecz Republiki, zastąpił w nim Pierre’a Messmera. Przystąpił do Europejskich Postępowych Demokratów.
Był żonaty z Simone Greletty, miał jednego syna.

## Odznaczenia
Odznaczony m.in. Legią Honorową (Kawaler 1955, Oficer 1963, Komandor 1971), Orderem Narodowym Zasługi I klasy, Krzyżem Wojennym (za lata 1939–1945), Orderem Palm Akademickich I klasy, Orderem Zasługi Cywilnej II klasy, Orderem Zasługi Rolniczej II klasy, Orderem Sztuki i Literatury III klasy, Orderem Zdrowia Publicznego III klasy, Orderem Zasługi Społecznej III klasy, Orderem Gospodarki Narodowej III klasy i Orderem Zasługi Turystycznej III klasy. Został także komandorem organizacji American Legion.